# Lưu Văn Hương
Lưu Văn Hương (sinh ngày 03 tháng 06 năm 1987 tại huyện Bá Thước, Thanh Hóa, Việt Nam) là một cầu thủ bóng đá chuyên nghiệp hiện đang thi đấu trong màu áo Câu lạc bộ bóng đá Phù Đổng tại Giải bóng đá hạng nhất quốc gia (Việt Nam) ở vị trí trung vệ.

## Thành tích
V-league 1
- Huy chương đồng (2): 2014, 2015